# Championnat du Kosovo de football 2020-2021
Navigation
Édition précédente Édition suivante
La Superliga du Kosovo 2020-2021 est la 22e édition du Championnat du Kosovo de football également appelé IPKO Superliga pour des raisons de parrainage. La saison a débuté le 18 septembre 2020. Dix équipes disputent cette compétition, chacune d'entre d'elles affrontant l'ensemble des autres équipes pour un total de 27 matchs.  Le champion sortant est le KF Drita.
Le FC Pristina est sacré champion lors de l'avant-dernière journée.

## Équipes participantes
| Équipe            | Ville     | Stade                      |
| ----------------- | --------- | -------------------------- |
| KF Drenica        | Skenderaj | Bajram Aliu                |
| KF Drita          | Gjilan    | Gjilan City                |
| KF Feronikeli     | Glogovac  | Rexhep Rexhepi             |
| KF Gjilani        | Gjilan    | Gjilan City                |
| KF Llapi Podujeve | Podujevo  | Zahir Pajaziti             |
| FC Pristina       | Pristina  | Shahin Haxhiislami         |
| KF Trepça'89      | Mitrovicë | Riza Lushta                |
| KF Ballkani       | Suva Reka | Suva Reka City Stadium     |
| KF Arbëria        | Lipljan   | Sami Kelmendi Stadium      |
| KF Besa Pejë      | Peć       | Shahin Haxhiislami Stadium |

## Classement
| Rang | Équipe              | Pts | J  | G  | N  | P  | Bp | Bc | Diff |
| ---- | ------------------- | --- | -- | -- | -- | -- | -- | -- | ---- |
| 1    | FC Pristina         | 78  | 36 | 24 | 6  | 6  | 65 | 27 | +38  |
| 2    | KF Drita T          | 76  | 36 | 22 | 10 | 4  | 59 | 28 | +31  |
| 3    | KF Ballkani         | 74  | 36 | 23 | 5  | 8  | 79 | 43 | +36  |
| 4    | KF Gjilan           | 48  | 36 | 12 | 12 | 22 | 37 | 38 | -1   |
| 5    | KF Llapi Podujeve C | 43  | 36 | 13 | 4  | 19 | 49 | 56 | -7   |
| 6    | KF Feronikeli       | 42  | 36 | 10 | 12 | 14 | 44 | 36 | +8   |
| 7    | KF Drenica          | 42  | 36 | 10 | 12 | 14 | 34 | 48 | -14  |
| 8    | KF Trepça'89        | 42  | 36 | 12 | 6  | 18 | 38 | 54 | -16  |
| 9    | KF Arbëria P        | 40  | 36 | 11 | 7  | 18 | 42 | 58 | -16  |
| 10   | KF Besa Pejë P      | 15  | 36 | 3  | 6  | 27 | 27 | 86 | -59  |

Qualifications européennes
Ligue des champions 2021-2022
- Tour préliminaire

Ligue Europa Conférence 2021-2022
- Premier tour de qualification

Relégation
- Barrage de relégation
- Relégation

Abréviations
T : Tenant du titre

C : Vainqueur de la Coupe du Kosovo

P : Promu
Les clubs suivants n'ont pas de licence UEFA, et ne pourront pas participer à une compétition européenne :
- KF Arbëria
- KF Besa Pejë

## Barrage de relégation
| Équipe 1          | Résultat           | Équipe 2          |
| ----------------- | ------------------ | ----------------- |
| KF Dukagjini (D2) | 1 - 1 ap 4 - 3 tab | KF Trepça'89 (D1) |

Légende des couleurs
- Le club se maintient en première division.
- Promotion en première division.
- Le club reste en deuxième division.
- Relégation en deuxième division.